# NGC 3972
NGC 3972 est une galaxie spirale relativement rapprochée et située dans la constellation de la Grande Ourse. NGC 3972 a été découverte par l'astronome germano-britannique William Herschel en 1789.

## Caractéristiques
La classe de luminosité de NGC 3972 est II-III et elle présente une large raie HI.

### Distance
Sa vitesse par rapport au fond diffus cosmologique est de 1 021 ± 12 km/s, ce qui correspond à une distance de Hubble de 15,06 ± 1,07 Mpc (∼49,1 millions d'al).
À ce jour, deux douzaines de mesures non basées sur le décalage vers le rouge (redshift) donnent une distance de 19,476 ± 2,558 Mpc (∼63,5 millions d'al), ce qui est à l'extérieur des valeurs de la distance de Hubble. Puisque cette galaxie est relativement rapprochée du Groupe local, cette distance est peut-être plus près de sa distance réelle que la distance de Hubble. Notons que c'est avec la valeur moyenne des mesures indépendantes, lorsqu'elles existent, que la base de données NASA/IPAC calcule le diamètre d'une galaxie.

### Morphologie
NGC 3972 a été utilisée par Gérard de Vaucouleurs comme une galaxie de type morphologique SA(s)bc dans son atlas des galaxies,.

### Classification

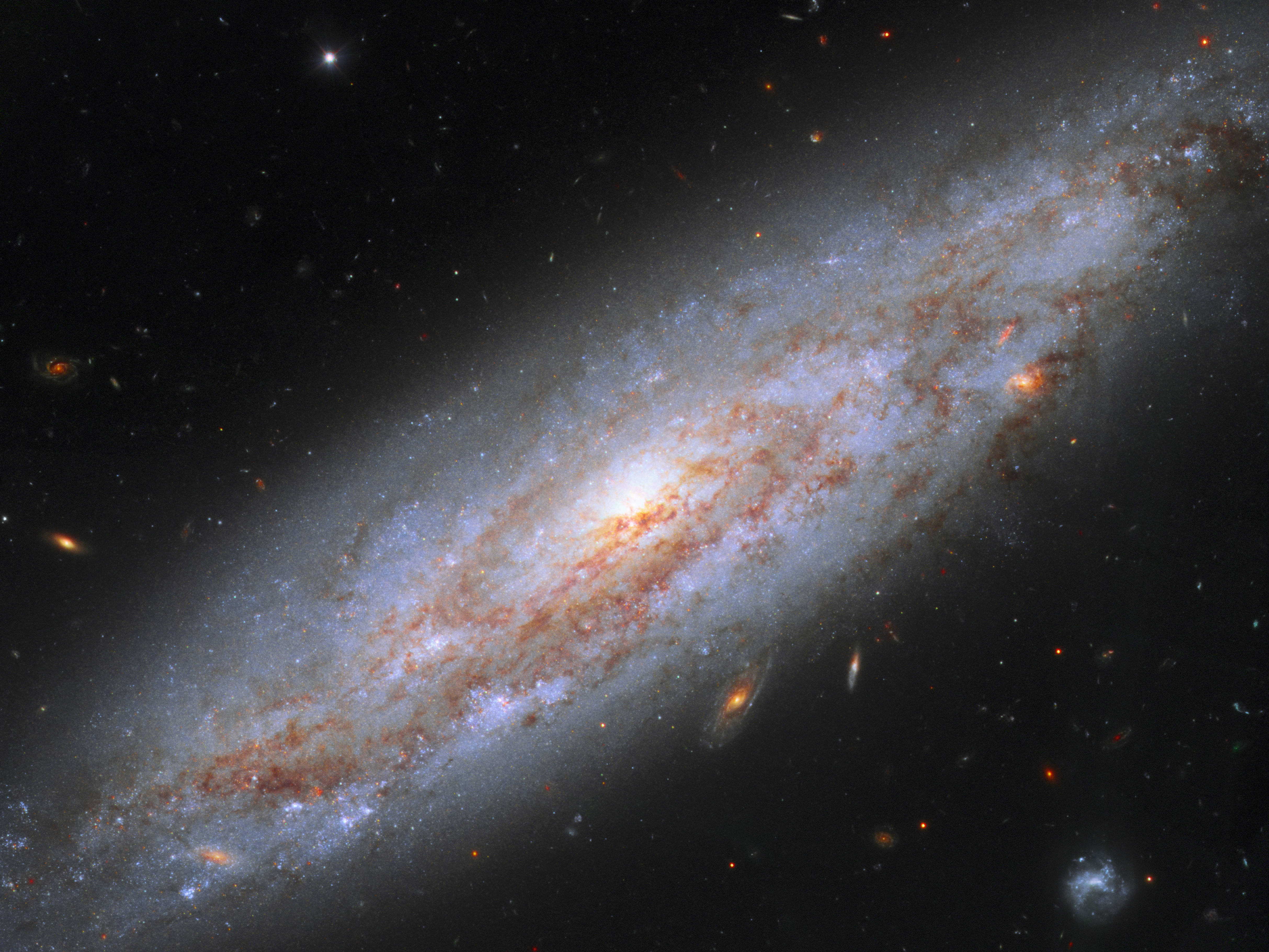
Cette image détaillée de NGC 3972 captée par le télescope spatial Hubble ne montre aucune barre au centre de la galaxie.

Les avis diffèrent sur la classification de NGC 3972, spirale intermédiaire selon la bases de données HyperLeda et spirale barrée selon le professeur Seligman et par Wolfgang Steinicke. Mais on ne voit aucune barre sur les images de cette galaxie. La classification de spirale ordinaire par la base de données NASA/IPAC semble mieux convenir à cette galaxie.

## Supernova
La supernova SN 2011by a été découverte dans NGC 3972 le 26 avril 2011 par Zhangwei Jin et Xing Gao. Cette supernova était de type Ia.

## Groupe de NGC 3631 et de M101
Selon un article de A.M. Garcia paru en 1993, NGC 3972 fait partie du groupe de NGC 3631. Ce groupe de galaxies comprend au moins 10 galaxies. Les autres galaxies du groupe sont NGC 3631, NGC 3657, NGC 3718, NGC 3913, NGC 3998, UGC 6251, UGC 6446 et UGC 6816. Abraham Mahtessian mentionne aussi l'existence de ce groupe, mais il n'y figure que 5 galaxies, soit NGC 3631, NGC 3657, NGC 3718, NGC 3729 et UGC 6446 qui est notée 1123+5401 pour CGCG 1123.8+5401 dans son article.
Abraham Mahtessian place plutôt la galaxie NGC 3972 dans un groupe plus vaste qui compte plus de 80 galaxies, le groupe de M101 décrit dans un article publié en 1998. Plusieurs galaxies de la liste de Mahtessian se retrouvent également dans d'autres groupes décrits par A.M. Garcia, soit le groupe de NGC 3631, le groupe de NGC 3898, le groupe de M109 (NGC 3992), le groupe de NGC 4051, le groupe de M106 (NGC 4258) et le groupe de NGC 5457.
Plusieurs galaxies des six groupes de Garcia ne figurent pas dans la liste du groupe de M101 de Mahtessian. Il y a plus de 120 galaxies différentes dans les listes des deux auteurs. Puisque la frontière entre un amas galactique et un groupe de galaxie n'est pas clairement définie (on parle de 100 galaxies et moins pour un groupe), on pourrait qualifier le groupe de M101 d'amas galactique contenant plusieurs groupes de galaxies.

## Amas de la grande Ourse et superamas de la Vierge
Les groupes de NGC 3631 et de M101 font partie de l'amas de la Grande Ourse, l'un des amas galactiques du superamas de la Vierge.